# Гливенко (хутор)
Гливенко — хутор в Белореченском районе Краснодарского края России. Входит в состав Рязанского сельского поселения.

## Географическое положение
Расположен в 7 км от центра поселения и в 24 км от районного центра.

## Население
| 2002 | 2010 |
| ---- | ---- |
| 57   | ↘53  |

## Улицы
- ул. Ломоносова[5].

## Объекты археологического наследия
- Курганы: «Гливенко 1», «Гливенко 2», «Гливенко 4», «Гливенко 5», «Гливенко 7», «Гливенко 8»;
- Курганные группы: «Гливенко 3» (3 насыпи), «Гливенко 6» (4 насыпи)[6].